# Marie de Gaète
Marie de Gaète (né vers 1020, morte après 1065), est une fille de Pandolf IV de Capoue et de son épouse Maria, elle épouse avant 1038  Aténolf, comte d'Aquino, pendant que sa sœur Sikelgaita se marie avec le frère d'Aténolf, Lando. Selon Aimé du Mont-Cassin, Aténolf reçoit l'appui de Pandolf lors de sa prise de contrôle du duché de Gaète contre Asclettin d'Aversa, après la mort de Rainulf Drengot en 1045.

## Régente
Le fils aîné de son union avec Aténolf Ier est fiancé à une fille de Richard Ier d'Aversa en 1058, mais il meurt avant que le mariage n'intervienne. Richard extorque cependant le paiement du morgengab rendant ainsi Gaète tributaire de la Principauté de Capoue.
Après la mort de son époux le 2 février 1062, comme senatrix et ducissa de Gaète, Marie exerce la régence du duché de Gaète pour leur fils Aténolf II. Le 1er juin, un pacte est conclu entre Marie et les comtes de Traietto, Maranola, et Suio. Les alliés s'engagent à ne pas contracter d'alliance avec les Normands et jurent de protéger le territoire du duché de Gaète. Le traité est signé à Traetto pour une durée d'un an. Cette ligue permet avec succès de contenir pendant une année les ambitions d'expansion de Richard de Capoue. Cependant, Richard négocie habilement afin d'empêcher un renouvellement du pacte et le 28 juin 1063 il prend possession de Gaète.
Marie s'allie avec le comte de Traietto et d'Aquino, son fils Lando et le sus mentionné Aténolf II, ainsi qu'avec un aventurier normand Guillaume de Montreuil, qui répudie son épouse, une fille de Richard de Capoue, pour la prendre pour femme et devenir comte de Gaète en 1064. En février 1065, la révolte est écrasée par Richard de Capoue et Marie et Guillaume sont expulsés de Gaète. Richard offre alors à Marie comme compensation d'épouser son propre fils Jourdain.

## Sources
- (en) John Julius Norwich. The Normans in the South 1016-1130. Longmans: Londres, 1967.
- Ferdinand Chalandon. Histoire de la domination normande en Italie et en Sicile. Librairie Alphonse Picard & fils, Paris, 1907.
- (en) Site MedLands DUKES of GAETA 1043-1111.
- Aimé du Mont-Cassin, Ystoire de li Normant (en ancien français) dans le site de Philippe Remacle.
- Aimé du Mont-Cassin (1020/30-avant 1105), Histoire des Normands dans le site du Laboratoire de Médiévistique Occidentale de Paris.